# Abraham Bosse
Abraham Bosse (Tours, c. 1602-1604-París, 14 de febrero de 1676), miembro de la Académie royale de peinture et de sculpture, fue un grabador francés. Teórico de la perspectiva, Abraham Bosse es célebre principalmente por un manual destinado a la enseñanza del grabado, Traité des manières de graver en taille-douce sur l'airain, par le moyen des eaux fortes et des vernis durs et mols (París, 1645). Varias veces reeditado, con ampliaciones de Sébastien Leclerc (1701) y Charles-Nicolas Cochin: De la maniere de graver a l'eau forte et au burin. Et de la gravûre en maniere noire (París, 1745), fue traducido al alemán (1652, 1669, 1689, 1719, 1761 y 1765), al neerlandés (1662), al inglés (1662 y 1702) y todavía en 1801 al portugués (1801); una versión en italiano apareció integrada en el Dizionario delle artie de' mestieri de Marco Fassadoni y en castellano fue adaptado por Manuel de Rueda, sin citar a Bosse, y publicado con el título Instrucción para gravar en cobre y perfeccionarse en el gravado a buri, al agua fuerte, y al humo (Madrid, 1761).

## Biografía
Nació en Tours, Francia, en el seno de una familia hugonote (calvinista) proveniente de Alemania. Su padre era sastre, por lo que el trabajo de Bosse siempre representa la ropa con amoroso detalle. Se casó con Catherine Sarrabat en Tours en 1632. Fue hugonote toda su vida y murió luego de la Revocación del Edicto de Nantes, pero nunca tuvo inconvenientes para ilustrar temas religiosos para la Iglesia católica.[cita requerida]

## Grabados y manuales para el aprendizaje del grabado y la perspectiva

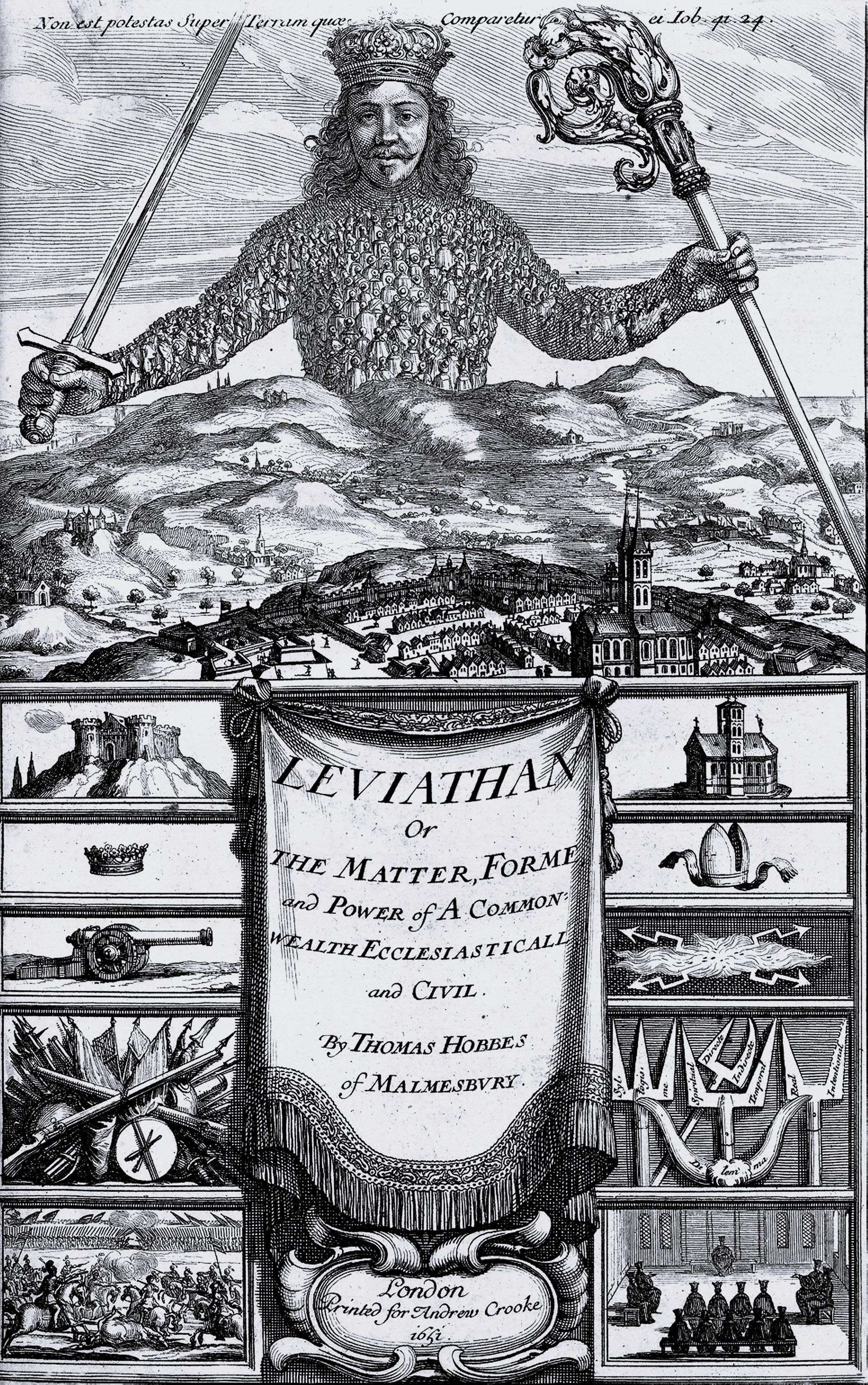
Frontispicio de Leviathan, de Hobbes.

- Le jardin de la Noblesse françoise (1629)
- Les Cris de Paris (ca. 1630) — los gritos de París, colección de pregones pronunciados por los vendedores ambulantes.
- Les gardes françoises, (1632)
- Le mariage à la ville, le mariage à la campagne (1633)
- Les métiers (1635?)
- Láminas para L'Ariane (1639)
- La manière universelle de M. des Argues Lyonnois pour poser l'essieu & placer les heures & autres choses aux cadrans au Soleil (1643), impreso por P. de Hayes, Paris
- La pratique du trait à preuve de M. des Argues Lyonnois pour la coupe des pierres en Architecture pratiquer la perspective (1643)
- Traité des manières de graver en taille douce sur l'airin par le moyen des eaux-fortes... (1645)
- Manière universelle de M. des Argues pour pratiquer la perspective par petit-pied comme le géométral... (1648) — Manual sobre la perspectiva
- Moyen universel de pratiquer la perspective sur les tableaux ou surfaces irrégulières... (1653)
- El frontispicio para Leviatán por Thomas Hobbes (1651).
- Láminas para La Pucelle ou la France délivrée (1656)
- Des ordres des colonnes (1664) — sobre el modo de representar los órdenes clásicos de la arquitectura.
- Traité des pratiques géométrales et de perspective (1665)